# Claudinei Alexandre Aparecido
Claudinei Alexandre Aparecido, meglio noto come Nei (Avaré, 2 maggio 1980), è un ex calciatore brasiliano, di ruolo attaccante.

## Palmarès

### Club

#### Competizioni nazionali
- Campionato bulgaro: 1

CSKA Sofia: 2007-2008
- Supercoppa di Bulgaria: 1

CSKA Sofia: 2008
- Campionato rumeno: 1

CFR Cluj: 2009-2010
- Coppa di Romania: 1

CFR Cluj: 2009-2010